# هاتور
هاتور هو الشهر الثالث من التقويم المصري والقبطي القديم. يبدأ من 10 نوفمبر وحتى 9 ديسمبر من التقويم الميلادي. شهر حتحور هو أيضًا الشهر الثالث من موسم أخيت (الفيضان) في مصر القديمة ، عندما غطت فيضانات النيل أرض مصر تاريخيًا ولم يستطيعوا منعها حتى إنشاء السد العالي في أسوان.

## أمثال مصرية عن الشهر
- هاتور أبو الدهب منتور، والمقصود بالذهب القمح.
- «هاتور ازرع لتبور» المقصود آخر ميعاد للزراعة
- ان فاتك هاتور استني لما السنة تدور.[1]

## اقرأ أيضا
- فصل الفيضان